# يوسا (أويتا)
مدينة يوسا (بالإنجليزية: Usa)‏ هي أحد المدن التابعة لمحافظة أويتا. تأسست رسميًا في 01/04/1967. ويقدر عدد سكانها بـ 59971 نسمة حسب تقدير مكتب الإحصاء الياباني لعام 2012. تبلغ مساحة يوسا 439.12 كم2. بكثافة سكانية تبلغ 137 نسمة/كم2.

## أعلام
- شوساكو نيشيكاوا
- كين ماتسوبارا